# Patchanka (album)
(Mano Negra - Indios de Barcelona)
Patchanka è il primo album del gruppo rock Mano Negra.
L'album presenta influenze di moltissimi generi musicali, possono essere riscontrate caratteristiche tipiche dello skiffle, il raï, il rock, il punk, funk, reggae, ska, flamenco che si snodano nelle 14 canzoni. Anche il linguaggio dei testi è promiscuo: si hanno tracce cantate in spagnolo, francese ed inglese.
L'album, portato al successo dal singolo Mala vida, ha rappresentato un avvenimento importantissimo per la musica contemporanea, e proprio per questa originale e caratteristica mescolanza di stili il termine Patchanka è finito per diventare anche il nome di un genere musicale che presenta caratteri indistinti derivati da contaminazioni.

## Tracce
1. Mano Negra
2. Ronde de Nuit
3. Baby You're Mine
4. Indios de Barcelona
5. Rock Island Line
6. Noche de accion
7. Darling darling
8. Killin' Rats
9. Mala vida
10. Takin' It Up
11. La ventura
12. Lonesome Bop
13. Bragg Jack
14. Salga la Luna

## Formazione
- Manu Chao - voce, chitarra
- Antoine Chao - tromba, cori

## Classifiche
| Paese   | Posizione più alta |
| ------- | ------------------ |
| Francia | 145                |